# Cryptosepalum minutifolium
Cryptosepalum minutifolium är en ärtväxtart som först beskrevs av Auguste Jean Baptiste Chevalier, och fick sitt nu gällande namn av John Hutchinson och John McEwan Dalziel. Cryptosepalum minutifolium ingår i släktet Cryptosepalum, och familjen ärtväxter. Inga underarter finns listade i Catalogue of Life.